# Масореты
Масореты (ивр.  בעלי המסורה‎ баалей ха-масора) — группы еврейских учёных, сосредоточенные главным образом в Иерусалиме, Тверии и Вавилонии, которые в период с VII по XI век фиксировали традиционное произношение в Еврейской Библии и вырабатывали систему диакритических знаков для обозначения гласных в еврейском консонантном письме. Пометки масоретов делались на иврите и (реже) на арамейском языке.
Слово «масореты» происходит от ивр. מסורה‎, масора (ивр. מסורת‎, масорет), которое означает «традиция».